# Oton I. Bavarski
Oton I. Bavarski (München, 27. travnja 1848. – dvorac Fürstenried kraj Münchena, 11. listopada 1916.), bavarski kralj 1886. – 1913. iz dinastije Wittelsbacha. Sin je kralja Maksimilijana II. Josipa. Godine 1886. naslijedio je na prijestolju svog brata Ludviga II., premda je bio duševno bolestan. Umjesto njega, Kraljevinom Bavarskom vladao je njegov stric, princ Luitpold, kao regent (1886. – 1912.), a potom Luitpoldov sin Ludvig (1912. – 1913.), kasniji kralj.

## Vanjske poveznice
- Oton I. Hrvatska enciklopedija

| Prethodnik:              | Bavarski kralj | Nasljednik:               |
| Ludvig II. (1864.–1886.) | Bavarski kralj | Ludvig III. (1913.–1918.) |